# Пиритрамид
Пиритрамид (Piritramidum). 1-(3-Циано-3,3-дифенилпропил)-[1,4 -бипиперидин]-4-карбоксамид.
Синонимы: Дипидолор, Piridolan, Piritramid, Pyrium.

## Общая информация
Быстродействующий сильный наркотический анальгетик.
Применяют при болях различного происхождения, особенно при хирургических операциях и в послеоперационном периоде.
Применяет пиритрамид внутримышечно в дозе 15 мг (2 мл 0,75% раствора). При необходимости вводят повторно (через 2—3 ч) в уменьшенной дозе.
Имеются данные о применении препарата в сочетании с другими нейротропными средствами — транквилизаторами, дипразином (пипольфеном) и др. для «сбалансированной анальгезии» (атаральгезии), в том числе при обезболивании родов.
Возможные побочные явления и осложнения при применении пиритрамида: тошнота, рвота, угнетение дыхания.

## Противопоказания
Противопоказания такие же, как при применении других наркотических анальгетиков: общее сильное истощение, недостаточность дыхательного центра, старческий возраст.

## Форма выпуска
Форма выпуска: в ампулах по 2 мл, содержащих 15 мг препарата, в упаковке по 5 ампул.